# Acetato de uranilo

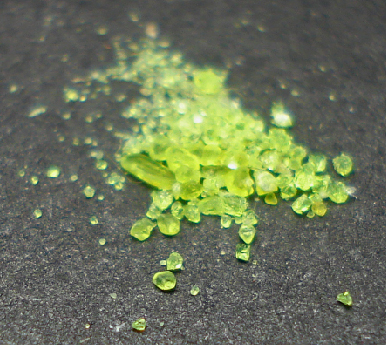
Cristales de acetato de uranilo.

El acetato de uranilo (UO2(CH3COO)2·2H2O) es un sólido amarillento formado por cristales tetraédricos con un olor levemente acético. 
Se emplea para efectuar tinciones negativas en microscopía electrónica; de hecho, la mayor parte de las técnicas de esta microscopía requieren de este compuesto, especialmente para el contraste de muestras. Otros usos incluyen la titulación de compuestos en química analítica, en soluciones al 1 o 2 %; en clínica, se emplea para cuantificar sodio en suero.
El reactivo comercialmente disponible se prepara empleando uranio empobrecido que posee una radiactividad típica de 0,51 µCi/g. Por ello, su efecto no es peligroso para la salud humana mientras se encuentre fuera del cuerpo; por ingestión, inhalación y contacto en piel herida de su polvo sí lo es, así como por exposición prolongada.